# Mésalliance

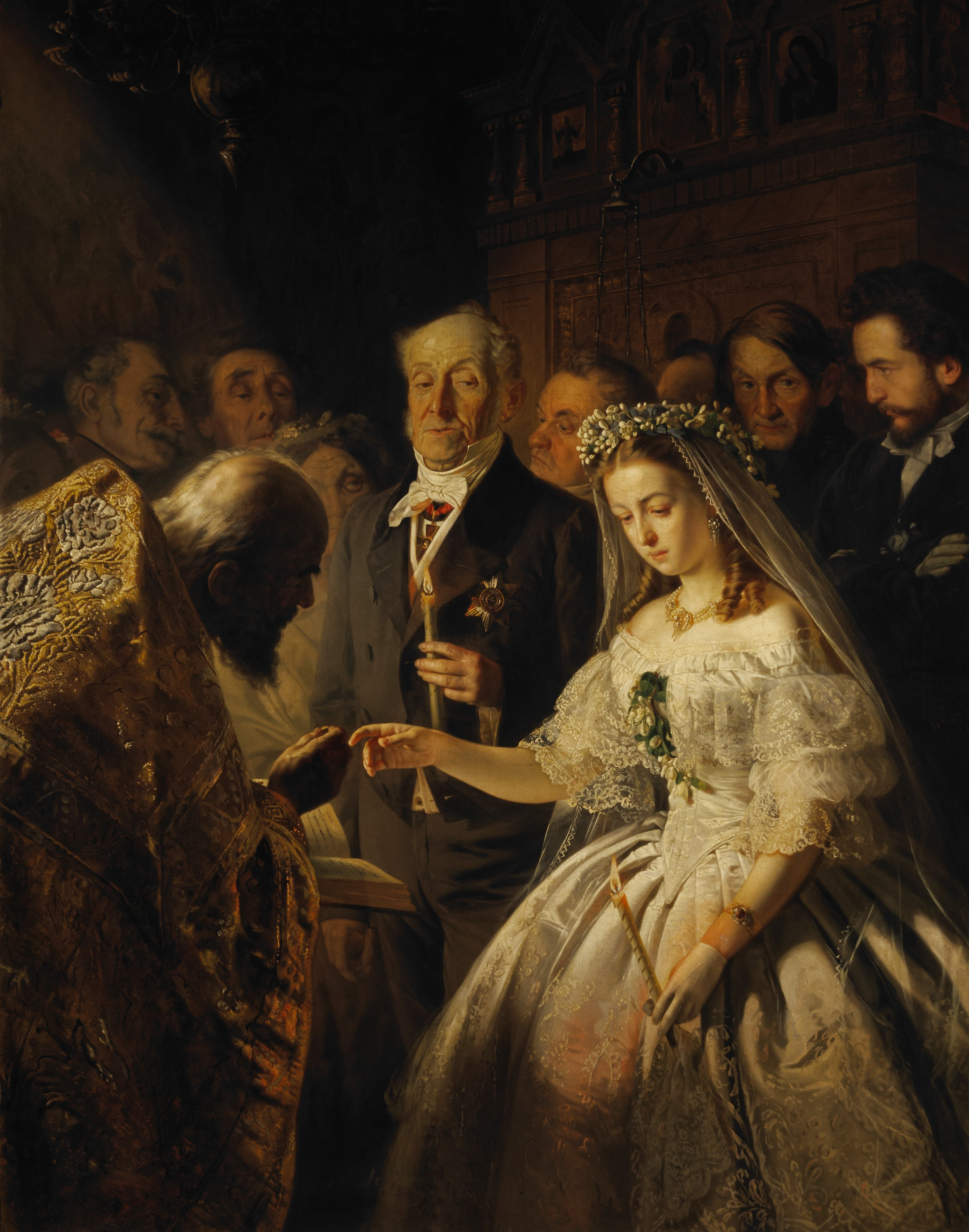
L'Union mal assortie, peinture de Vassili Poukirev dénonçant le mariage arrangé au XIXe siècle, 1862.

Une mésalliance est un mariage avec une personne d'une naissance ou d'une condition inférieure.

## Présentation
Le terme décrit généralement une alliance, un mariage malheureux. Par analogie, se mésallier peut signifier se compromettre en se liant avec des personnes méprisables, en se mettant en contact avec quelque chose d'avilissant. Dans le domaine des arts, la littérature notamment a exploité les conflits émotionnels et sociaux issus de mariages inégaux.

### Histoire
Le mariage arrangé est la norme dans l'Europe féodale, où l'union entre les enfants de deux seigneuries constitue une alliance stratégique destinée à renforcer le pouvoir des familles sur une région, préserver un lignage, transmettre un patrimoine. Dans la noblesse notamment, un mariage avec une personne d'un milieu social inférieur est souvent jugé déshonorant.
L'effritement des frontières sociales consécutives aux révolutions industrielles et sociopolitiques amoindrit la notion de mésalliance et voit l'émergence de l'amour romantique comme fondement du mariage, avec des variations selon les contextes culturels.

#### Magna Carta
Dans la « Grande Charte » (Magna Carta en latin) de 1215, l'aristocratie anglaise obtient notamment du roi Jean sans Terre l'interdiction de l'aliénation d'un fief (domaine noble) par mésalliance (mariage d'un noble avec un roturier).

#### Lettres de cachet
Sous l'Ancien Régime en France, la lettre de cachet à destination d'une prison du roi est le plus souvent prise à la demande, et aux frais des familles (aussi bien des nobles que des roturiers) pour faire emprisonner un de ses membres, soit pour des raisons disciplinaires (dettes de jeux), soit pour le faire échapper à une condamnation criminelle (cas du Marquis de Sade à la demande de sa belle-mère pour éviter la honte d'une condamnation à mort pour viol), soit encore pour éviter la mésalliance d'un fils amoureux.

#### Mariages royaux
Le mariage secret de Louis XIV avec Madame de Maintenon, veuve du poète Paul Scarron,  après le décès de la reine  est un exemple de mariage morganatique, c'est-à-dire une union entre un souverain ou une souveraine, ou un prince ou une princesse d'une maison régnante, et une personne de rang inférieur. Pour respecter la règle d'égalité de naissance et éviter la mésalliance, les promis devaient idéalement appartenir à une famille régnante ou ayant régné. Un mariage morganatique était contracté lorsque ces conditions d'égalité sociales et patrimoniales n'étaient pas remplies. 
Son successeur Louis XV épouse Marie Leszczynska le 4 septembre 1725. L'annonce du mariage n'est pas très bien accueillie à la cour de France ni à l'étranger où l'on se récrie sur les origines de la famille Leszczyński et sur sa nationalité polonaise. Élisabeth-Charlotte, duchesse de Lorraine et de Bar, sœur du défunt régent, et qui pensait asseoir sa fille aînée sur le trône, écrit ainsi :
« J'avoue que pour le Roi, dont le sang était resté le seul pur en France, il est surprenant que l'on lui fasse faire une pareille mésalliance et épouser une simple demoiselle polonaise, car […] elle n'est pas davantage, et son père n'a été roi que vingt-quatre heures. »

### Usage politique
En France, dans les années 2020, la NUPES est décrite comme une « mésalliance avec Jean-Luc Mélenchon » par des cadres du PS

### Œuvres
- Orgueil et Préjugés (Pride and Prejudice), roman de Jane Austen paru en 1813, dans lequel Monsieur Darcy, issu d'une famille d'aristocrates fortunés, épouse Elizabeth Bennet, appartenant à une classe sociale inférieure et sans dot significative[n 2].
- La Pie voleuse (La gazza ladra), opéra italien en deux actes de Gioachino Rossini, créé en 1817, dans lequel la servante Ninetta  veut épouser Giannetto, le fils de ses maîtres, le riche fermier Fabrizio Vingradito et son épouse Lucia.
- Mirèio, poème provençal en vers publiée en 1859[10], de Frédéric Mistral, contant les amours contrariées de deux jeunes Provençaux de conditions sociales différentes[11].
- Union mal assortie (ou La Mésalliance), tableau du peintre russe Vassili Poukirev de 1862.
- Love Story,  film américain réalisé par Arthur Hiller et sorti en 1970, dans lequel Oliver Barrett, riche héritier diplômé de Harvard, fréquente Jennifer Cavilleri, une Américaine d'origine italienne, pauvre et catholique, étudiante en musique.